# دلفين منقط
الدلفين المنقط (الاسم العلمي: Stenella) هو جنس من الثدييات يتبع فصيلة الدلافين المحيطية من رتبة مزدوجات الأصابع.

## أنواع الدلفين المنقط
- دلفين أطلسي منقط
- دلفين مداري منقط
- دلفين دوار
- دلفين كلايمين
- دلفين أزرق أبيض
- †دلفين راي